# Бердникова, Вера Васильевна
Несколько лет назад узнал о военной разведчице с удивительной судьбой — Вере Васильевне Бердниковой. Она одна из первых советских женщин получила орден Красного Знамени за выполнение специального задания в тылу противника.
Вера Васильевна Бердникова (1901—1996) — одна из первых советских разведчиц, действовала в тылу белых в годы Гражданской войны.
В 1928 году награждена высшим орденом — Красного Знамени: «За боевые отличия и заслуги, оказанные в период гражданской войны». Одна из около 60 женщин удостоенных такого ордена, из которых только 4 были разведчицами.
Есть основания полагать, что она послужила одним из прототипов собирательного образа Анки-пулемётчицы.

## Биография
Родилась в 1901 году в семье рабочего-железнодорожника.
Училась в женской гимназии в Новониколаевске (Новосибирске).
В 1917 году под влиянием старшей сестры Августы примкнула к большевикам.
В апреле—сентябре 1917 года — инструктор отдела кульпросветработы в Совете рабочих и крестьянских депутатов. По поручению Совета работала в деревне Новый Каяк, открыла там школу и избу-читальню, а также, как окончившая фельдшерские курсы, оказывала жителям медицинскую помощь.
В декабре 1917 года принята в члены РСДРП(б).
В мае—сентябре 1918 года — учительница приюта-яслей в Новониколаевске. Одновременно вела подпольную работу.
В сентябре 1918 года была арестована белой контрразведкой, до декабря 1919 года содержалась в тюрьмах Новониколаевска и Томска. Из заключения освобождена частями Красной армии.
С 1920 года работала в Новониколаевском горкоме РКП(б), инструктор отдела народного образования.
В сентябре 1920 года по партийной путевке была направлена в Иркутск в распоряжение Регистротдела 5-я Красной Армии.

### Разведчица
В 1920—1923 годах — кадровый сотрудник военной разведки. Агентурные псевдонимы: Черкасова, Берзина.
С августа 1920 года по август 1921 года работала в Регистротделе 5-й армии.
В сентябре 1920 года, получив шифры и деньги, отправилась на выполнение первого задания, данного начальником Регистротдела штаба армии Карлом Эзеретисом:

Перейти фронт войск атамана Семенова, пробраться в г. Читу, резиденцию штаба Семеновской армии, установить связь с Читинской военной радиостанцией, завербовать одного из её сотрудников и связать радиостанцию с Регистротделом 5-й армии в целях получения последним необходимых сведений непосредственно из Читы.
Через три недели «в условиях режима, созданного Семеновской контрразведкой, подвергаясь ежечасно опасности», успешно выполнила задание.
С сентября 1921 года по октябрь 1922 года — помощник начальника оперативного отдела, заведующая секретной частью Разведывательного управления при Военсовете НРА ДВР.
С октября 1922 по февраль 1923 года — на нелегальной разведработе: «выполняла целый ряд ответственных секретных поручений в полосе отчуждения КВЖД». Конкретных данных о характере заданий и их результатах нет, но известно, что в Маньчжурии она выдавала себя за дочь состоятельных родителей, эмигрировавших из России.
В феврале 1923 года демобилизована.
Приказом от 23 февраля 1928 года награждена орденом Красного Знамени «за боевые отличия и заслуги, оказанные в период Гражданской войны» как бывшая военнослужащая штаба 5-й армии. Представление о награждении подписали бывшие начальник Разведупра 5-й армии и НРА ДВР С. С. Заславский, начальник штаба НРА ДВР Б. М. Фельдман, начальник Разведупра Штаба РККА Я. К. Берзин.

### После Гражданской войны
После Гражданской войны работала в органах просвещения в Сибири.
Выйдя замуж, переехала в Ленинград, где окончила Ленинградский восточный институт. Позже работала в Москве.
В 1934—1938 годах — снова в распоряжении Разведотдела РККА, в 1934—1935 годах окончила школу Разведывательного управления РККА (согласно показаниям Яна Берзина, данным в 1938 году, Бердникову и её мужа готовили «по коммерческой линии»), с 1936 года — кадровый сотрудник в звании майора.
Предположительно в это время работала вместе с мужем — Марком Шнейдерманом, разведчиком, бригадным комиссаром, который в конце 1937 года был отозван из-за границы и арестован, но через девять месяцев освобождён за «отсутствием данных о виновности».
Уволена в запас 15 июля 1938 года.
В 1939 году её муж был снова арестован, приговорён к 8 годам исправительно-трудовых лагерей, освобождён в 1948 году, умер на свободе через год. Реабилитирован в 1956 году.
Проживала с двумя детьми в посёлке Томилино Московской области.
В 1967 году была награждена орденом Ленина как ветеран партии и военной разведки.
Умерла в 1996 году.

## Интересный факт
Семья дружила с Николаем Островским, и по воспомианияем его жены, когда писатель в 1935 году — уже обездвиженный — получил звание бригадного комиссара, то именно Вера Васильевна Бердникова купила в военторге комсоставскую гимнастерку и прикрепила знаки различия — ромбы в петлицы и звезду на рукаве.